# Lasse Klein
Lasse Klein (* 8. Oktober 1950 in Klaksvík) ist ein färöischer Politiker der Sjálvstýrisflokkurin SF und später der Kristiligi Fólkaflokkurin KrF, der unter anderem von 1985 bis 1989 Minister für Kultur, Kommunikation, und Verkehr in der Landesregierung Atli Dam IV sowie der Landesregierung Atli Dam V war. Er war zudem zwischen 1988 und 1998 Mitglied des Løgting und fungierte zudem von 1993 bis 1994 als Løgtingsformaður und damit als Parlamentspräsident.

## Leben
Lasse Klein, Sohn von Hjørdis Klein, absolvierte ein Studium der Wirtschaftswissenschaften im Vereinigten Königreich, welches er 1973 beendete, und war danach von 1973 bis 1978 Sekretär des Färöischen Gemeindeverbandes FKF (Føroya kommunufelag). Er war zwischen 1978 und 1981 Chefredakteur der von ihm gegründeten Wochenzeitung „Oyggjatíðindi“ und war zudem seit 1978 als Buchhalter tätig. Daneben war er von 1980 bis 1985 Mitglied des Nationalen Bildungsausschusses (Landskúlaráðnum) und gehörte zwischen 1984 und 1985 dem Stadtrat von Runavík als Mitglied an.
Am 10. Januar 1985 wurde Klein als Minister für Kultur, Kommunikation, und Verkehr in die Landesregierung Atli Dam IV berufen und bekleidete diese Ämter zwischen dem 5. April 1988 und dem 18. Januar 1989 auch in der darauf folgenden Landesregierung Atli Dam V. Bei der Løgtingswahl am 8. November 1988 wurde er für die Unabhängigkeitspartei SF (Sjálvstýrisflokkurin) erstmals zum Mitglied des Parlaments (Løgting) gewählt und vertrat in diesem nach seinen Wiederwahlen am 17. November 1990 und am 7. Juli 1994 bis zum 1. April 1998 den Wahlkreis „Eysturoyar“. Nachdem er 1994 aus der Unabhängigkeitspartei ausgetreten war, trat er der Christlichen Volkspartei KrF (Kristiligi Fólkaflokkurin) bei, die sich nach der Løgtingswahl am 1. April 1998 auflöste, nachdem sie mit 698 Wählerstimmen (2,5 Prozent) ihre beiden Parlamentsmandate verloren hatte. Als Nachfolger von Anfinn Kallsberg übernahm er 1993 das Amt als Løgtingsformaður und damit als Parlamentspräsident. Er bekleidete dieses bis 1994 und wurde daraufhin von Jógvan Ingvard Olsen abgelöst. Er ist mit Jóhanna Ellingsgaard verheiratet.